# دقيقة بنيوية

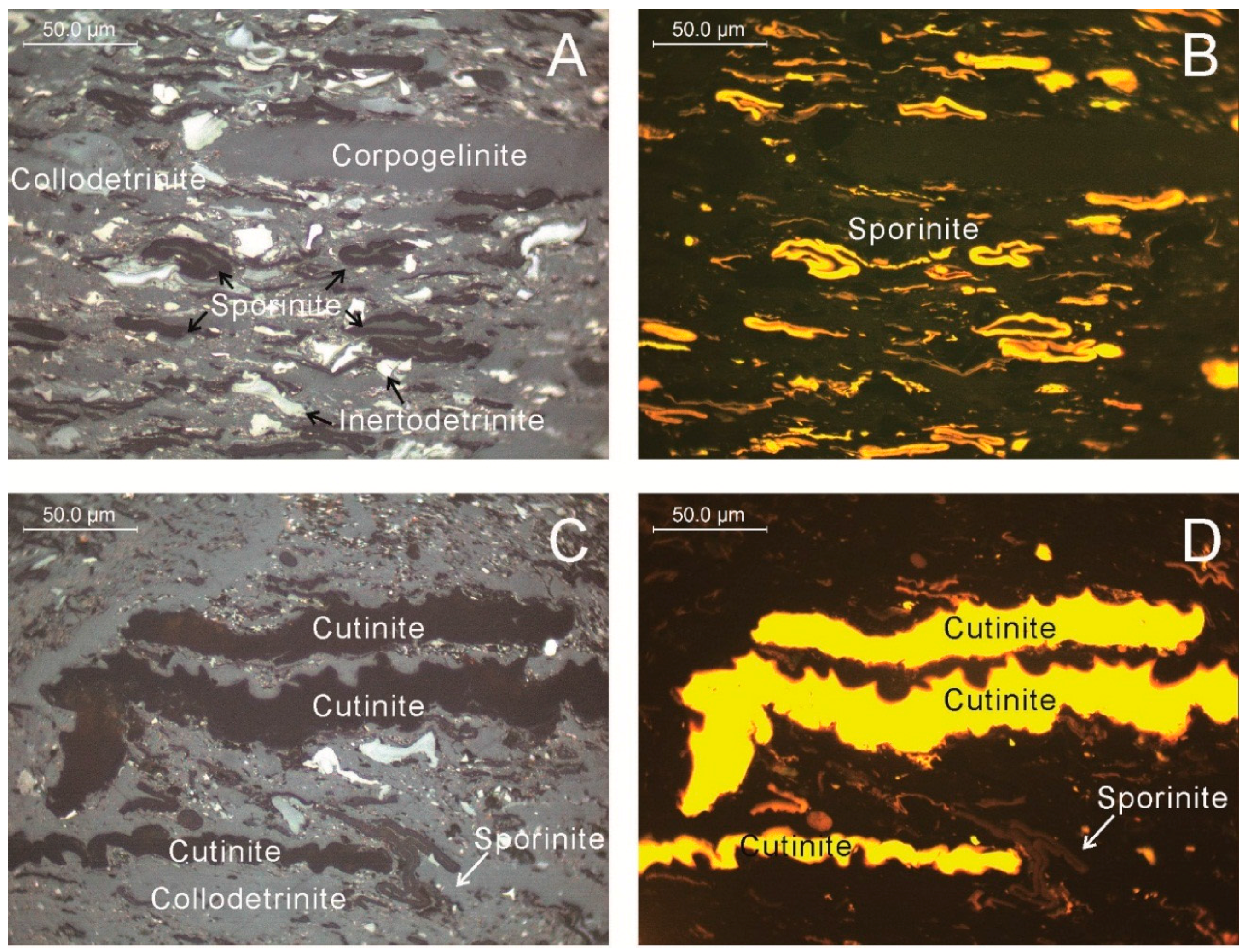

الدقائق البنيوية (أو الشذر)  هي المكونات البنيوية الدقيقة للفحم أو الكيروجين.
تقابل الدقائق البنيوية في أنواع الوقود الأحفوري المذكورة أنواع المعادن في الصخور النارية أو الصخور المتحولة.
هناك ثلاثة أنماط معروفة من الكيروجين مصنّفة حسب نوع الدقائق البنيوية المكوّنة، وهي النمط الأول I (الطحالبي) والنمط الثاني II (الفحمي) والنمط الثالث III (الدبالي).